# 이케다 고
이케다 고(일본어: 池田 航, 2001년 7월 4일~)는 일본의 축구 선수이다.

## 구단 경력
그는 2020년 J1리그의 요코하마 F. 마리노스에 입단했다. 2020년 7월부터 2021년까지 J3리그의 SC 사가미하라와 가마타마레 사누키에서 뛰었다. 2022년 요코하마 F. 마리노스로 복귀했다. 2022년 7월 일본 풋볼 리그의 FC 마루야스 오카자키로 이적했다.